# Whatcheeria
Whatcheeria deltae
Genre
Espèce
Whatcheeria est un genre éteint de grands stégocéphales ayant vécu durant le Carbonifère inférieur (Viséen) dans ce qui est aujourd'hui l'Amerique du Nord. Une seule espèce est connue, Whatcheeria deltae, décrite en 1995 à partir fossiles découvert dans des dépôts de remplissage de fissures vieux de 340 millions d'années au sein de la ville de Delta. Elle est classée dans la famille éponyme des Whatcheeriidae, avec l'étroitement apparenté Pederpes et peut-être même Ossinodus (en),,.

## Systématique
Le genre Whatcheeria et l'espèce Whatcheeria deltae ont été décrits en 1995 par les paléontologues américains R. Eric Lombard (d) et John R. Bolt (d),.

## Historique
L'unique espèce du genre, W. deltae, est nommée en 1995. Le nom de genre Whatcheeria tire son nom de la ville de What Cheer, la ville natale de l'homme ayant découvert les premiers squelettes de l'animal. L'épithète spécifique porte le nom de la localité de Delta, l'endroit où les fossiles sont découverts. Des centaines de fossiles de stégocéphales sont trouvés dans la localité, et la majorité de ces spécimens appartiendraient à Whatcheeria. Des fossiles de poissons et de plantes sont également trouvés dans les mêmes gisements. Plusieurs tétrapodes, dont des temnospondyles et des embolomères, sont également connus de la localité du Delta.

## Description

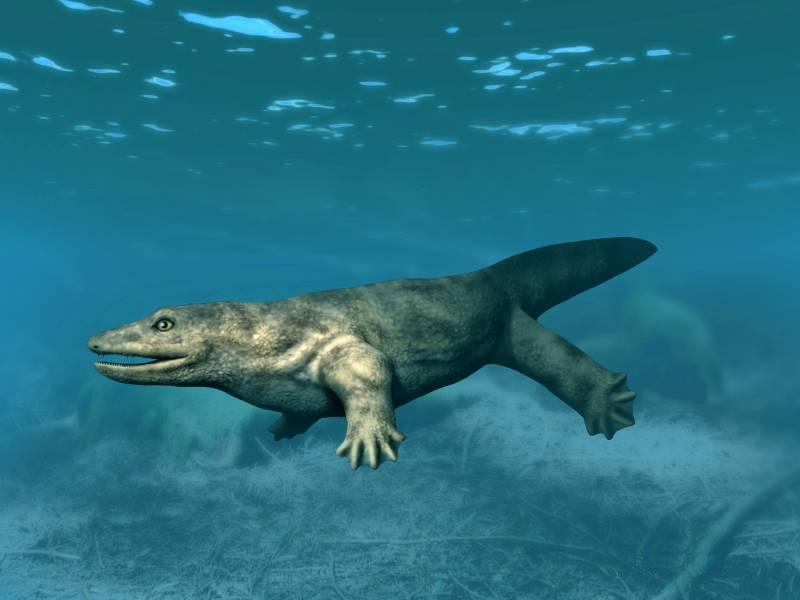
Vue d'artiste de Whatcheeria deltae par Nobu Tamura.

Whatcheeria possède un mélange de traits primitifs et dérivés. Il partage avec les proto-tétrapodes antérieurs une série de lignes latérales à travers le crâne, des rangées de dents sur le palais et de petits sillons de Meckels sur la surface de la mâchoire inférieure. Il a un cleithrum, un os de la ceinture pectorale qui s'étend à partir de l'omoplate. Le cleithrum est autrefois attaché au crâne chez les poissons à nageoires lobées, les ancêtres des tétrapodes, mais détaché pour permettre au cou de bouger librement.
Whatcheeria a une taille atteignant jusqu'à 2 mètres de long. Le crâne est profond et le museau est pointu. Un trou sur le dessus du crâne et situé derrière les yeux appelé le foramen pariétal est relativement grand à Whatcheeria. Les os de la surface du crâne sont exceptionnellement lisses, contrairement aux crânes de nombreux autres stégocéphales. Devant l'orbite, l'os préfrontal forme une crête proéminente. Le préfrontal se projette également vers le bas pour recouvrir un éventuel sinus.

## Publication originale
- (en) R. Eric Lombard et John R. Bolt, « A new primitive tetrapod, Whatcheeria deltae, from the Lower Carboniferous of Iowa », Palaeontology, Londres, Wiley-Blackwell et Palaeontological Association, vol. 38, no 3,‎ 1995, p. 471-494 (ISSN 0031-0239 et 1475-4983, OCLC 44674714 et 1761779, lire en ligne).